# Aloijsius Adrianus Josephus van Erp

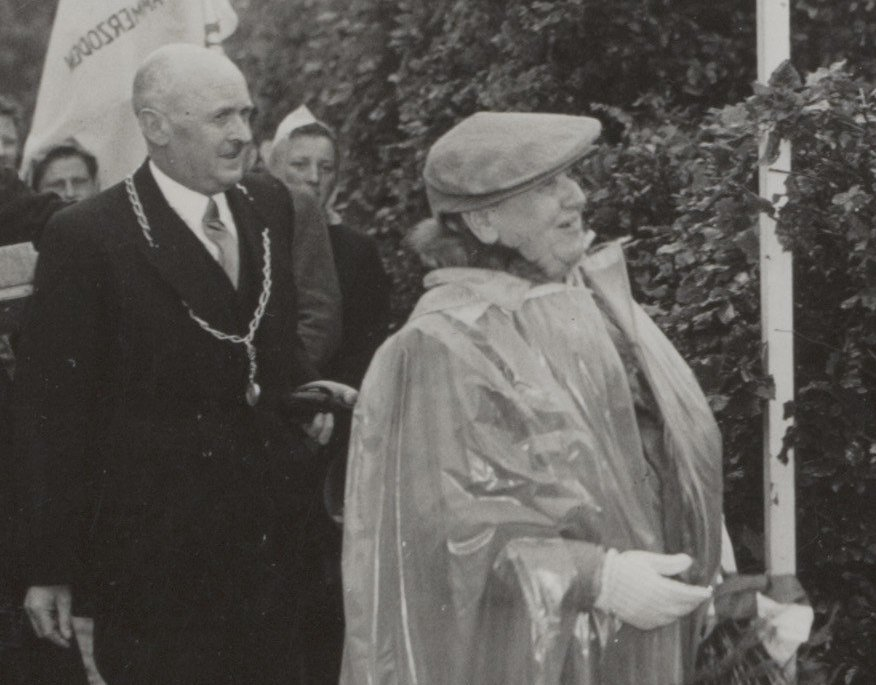
Burgemeester A.A.J. van Erp en koningin Wilhelmina (1948)

Aloijsius Adrianus Josephus van Erp (Berghem, 5 december 1895 – Den Bosch, 25 mei 1977) was een Nederlands politicus.
Hij werd geboren als zoon van Johannes Jacobus van Erp (1855-1912; landbouwer) en Maria Ida van Amstel (1854-1935). Hij was ambtenaar ter secretarie in Groenlo voor hij in 1919 J.Th.M. van den Heuij opvolgde als gemeentesecretaris van Dreumel. Van Erp werd daar in 1925 benoemd tot burgemeester. Voor zijn inspanningen bij de overstroming van de Maas in 1926 kreeg hij de Watersnoodmedaille. In 1939 volgde zijn benoeming tot burgemeester van Ammerzoden. Hij werd in 1944 ontslagen maar na de bevrijding in 1945 keerde hij terug in zijn oude functie. Van Erp ging in januari 1961 met pensioen en overleed in 1977 op 81-jarige leeftijd.